# Phosphorundersyrling
Phosphorundersyrling (eller phosphinsyre) er en phosphor-holdig oxosyre med sumformlen H3PO2. Ved stuetemperatur er det en farveløs væske og en monovalent syre, hvis salte kaldes hypophosphitter. Stoffet er et kraftigt reduktionsmiddel.

## Fremstilling
Hypophosphit-salte kan fremstilles ved kogning af hvidt phosphor i en vandig opløsning af det tilsvarende hydroxid.
P4 + 4OH− + 4H2O → 4H2PO2− + 2H2
Den frie syre fås da ved at lade en stærk syre reagere med et hypophosphit-salt eller ved oxidation af phosphin med iod i vand.
PH3 + 2I2 + 2H2O → H3PO2 + 4I− + 4H+

## Anvendelser
Phosphorundersyrling bruges i formulering af lægemidler, affarvning af polymerer, behandling af vand, udvinding af ædle eller ikke-jernholdige metaller. Hovedanvendelsen i organisk kemi er reduktion af aromatiske diazoniumsalte, hvorved ArN2+ omdannes til Ar-H.

## Derivater
Adskillige derivater, hvor de to H-atomer der er bundet til P-atomet er erstattet med organiske grupper. Disse derivater kaldes phosphinsyrer og deres salte og estere phosphinater.